# No More Heroes (canción)
No More Heroes es la quinta canción que aparece en el álbum de 2012 del ex-Guns N' Roses, Velvet Revolver, guitarrista de larga trayectoria, Slash. La letra fue compuesta por el guitarrista, Myles Kennedy de Alter Bridge y coescrita con el productor del álbum Eric Valentine.

## Composición
En el Riff principal de la canción Slash usa un mástil con el tono apagado. También ya dentro del tema usa un pedal , diseñado por Slash con Dunlop, un pedal Fuzz en octava, que según el propio Saul Hudson, Slash, es genial.

## Créditos
Slash featuring Myles Kennedy and the Conspirators
- Slash – solista & guitarra rítmicas, talkbox
- Myles Kennedy – voz, guitarra rítmica
- Todd Kerns – bajo, coros
- Brent Fitz – batería

Otros aportes
- Eric Valentine – Productor discográfico, ingeniero, mezcla